# Wąsosz (công xã), Góra (Dolnośląskie)
Gmina Wąsosz là một vùng thành thị-nông thôn (quận hành chính) ở Góra, Lower Silesian Voivodeship, ở phía tây nam Ba Lan. Khu hành chính của nó là thị trấn Wąsosz, nằm khoảng 17 kilômét (11 mi) phía đông nam Góra và 53 km (33 mi) phía tây bắc của thủ đô khu vực Wrocław.
Gmina có diện tích 193,59 kilômét vuông (74,75 dặm vuông Anh), và tính đến năm 2006, tổng dân số của nó là 7.444 (trong đó dân số của Wąsosz lên tới 2.828, và dân số của vùng nông thôn của Gmina là 4.616).

## Gmina lân cận
Gmina Wąsosz giáp với Gmina của Bojanowo, Góra, Jemielno, Rawicz, Wińsko và Żmigród.

## Làng
Ngoài thị trấn Wąsosz, các Gmina chứa các làng Baranowice, Bartków, Bełcz Gorny, Bełcz Maly, Borowna, Chocieborowice, Cieszkowice, Czaple, Czarnoborsko, Czeladz Wielka, Dochowa, Drozdowice Nam, Drozdowice Wielkie, Gola Wąsoska, Gorka Wąsoska, Jawor, Kąkolno, Kamień Górowski, Kobylniki, Kowalowo, Lechitów, Lubiel, Lugi, Marysin, Młynary, Ostrawa, Płoski, Pobiel, Podmieście, Rudná Mala, Rudná Wielka, Sądowel, Stefanów, Sułów Wielki, Świniary, Unisławice, Wiewierz, Wiklina, Wodniki, Wrząca Śląska, Wrząca Wielka, Zbaków Dolny, Zbaków Górny và Zubrza.